# Bulbärhirnsyndrom
Das Bulbärhirnsyndrom bezeichnet den Symptomenkomplex, der bei Ausfall der Hirnstammfunktionen entsteht, und ist meist die Folge des Mittelhirnsyndroms. Das Bulbärhirn ist eine funktionelle Ebene des Hirnstamms.

## Symptome
Der Symptomenkomplex wird oft in zwei Stadien unterschieden.
- Stadium 1: ist gekennzeichnet von tiefer Bewusstlosigkeit, fehlenden Spontanbewegungen und Schmerzreaktionen, abnehmendem Muskeltonus, zunehmender Pupillenerweiterung und unregelmäßiger Atmung.
- Stadium 2: Das Stadium 2 mit fehlendem Muskeltonus, fehlenden Reflexen, maximaler Pupillenerweiterung und Atemstillstand geht rasch in den Hirntod über.

Beide Stadien sind nicht leicht voneinander zu trennen, sodass einige Kennzeichen auch nur allgemein beschrieben werden:
- Ausfall aller Hirnstammfunktionen
- ataktische Atmung bis Schnappatmung (bis Atemstillstand)
- tiefes Koma
- schlaffer Muskeltonus am ganzen Körper; Muskulatur ist hypoton
- weite und lichtstarre Pupillen, Erlöschung des Kornealreflexes, divergente Stellung der Augäpfel

### Akutes Bulbärhirnsyndrom
Ein akutes (traumatisches) Bulbärhirnsyndrom tritt meist bei schwerer beidseitiger Schädigung der tieferen Hirnstammregionen (Pons und Medulla oblongata) auf, als Folge einer Kleinhirneinklemmung. Es muss innerhalb weniger Minuten eine Druckentlastung stattfinden.

## Ursache
Die Ursache liegt in einer Einklemmung der Medulla oblongata durch die Kleinhirntonsillen.

## Prognose
Das Bulbärhirnsyndrom nimmt meistens einen tödlichen Ausgang, aber es ist nicht generell eine infauste (schlechte) Prognose. Bis zur Ebene des Bulbärhirnsyndroms ist eine Regeneration nach globaler Hirnschädigung möglich. Das Bewusstsein erreichen Patienten immer über ein Durchgangssyndrom. Ein Übergang vom Bulbärhirnsyndrom zum Hirntod ist hingegen irreversibel.
Bei Überleben bleiben durch die massivsten Hirnschädigungen zumeist neurologische Defizite bis zum Apallischen Syndrom zurück.